# Харбке
Харбке (нем. Harbke) — община в Германии, в земле Саксония-Анхальт. 
Входит в состав района Бёрде. Подчиняется управлению Обере Аллер.  Население составляет 1735 человек (на 31 декабря 2010 года). Занимает площадь 18,92 км².